# Alonzo M. Clark
Alonzo Monroe Clark, född 13 augusti 1868 i Steuben County, Indiana, död 12 oktober 1952 i Thermopolis, Wyoming, var en amerikansk politiker (republikan). Han var guvernör i delstaten Wyoming 1931–1933.
Clark föddes i Indiana och växte upp i Nebraska. Som lärare arbetade han först i Nebraska och sedan i Wyoming. År 1926 valdes Clark till delstatens statssekreterare. Guvernör Frank Emerson avled 1931 i ämbetet och Clark innehade guvernörsämbetet fram till januari 1933. Som delstatens statssekreterare tjänstgjorde han därefter fram till år 1935 och förlorade guvernörsvalet 1934 mot Leslie A. Miller.
Frimuraren Clark avled 1952 i Wyoming och gravsattes på Carleton Cemetery i Thayer County i Nebraska.